# Pilar Miró
Pilar Miró Romero (Madrid, 20 aprile 1940 – Madrid, 19 ottobre 1997) è stata una regista e sceneggiatrice spagnola.
Ha lavorato anche per la televisione ed è stata direttrice di TVE dal 1986 al 1989.
Nel 1982 Pilar Miró viene incaricata di riorganizzare l'industria cinematografica spagnola; si ispira a quella francese, consisteva nel dare un anticipo sull'incasso, creazione di una categoria (Especial Calidad), l'apertura di cinema porno e la promozione del cinema spagnolo. Gli effetti si avvertono nel 1983 con un Oscar al miglior film straniero per Volver a empezar; arriva anche l'Orso d'oro con L'alveare e il premio speciale di Venezia per l'interpretazione di Fernando Fernán Gómez in I trampoli di Carlos Saura, infine il Festival internazionale del cinema di San Sebastián riprende nuovo prestigio.

## Biografia
Studiò giornalismo e diritto, laureandosi ugualmente nella Escuela Oficial de Cinematografía, dove fu anche professoressa.
Lavorò alla TVE dopo il 1960 come aiutante di redazione e come realizzatrice. Da lì arrivò al mondo del cinema scrivendo e dirigendo vari film.
Nel 1982 occupò la carica di Direttrice Generale della Cinematografia fino al 1985, carica che comportò un cambiamento strutturale nella creazione cinematografica spagnola che, in cambio di un aumento della qualità, ebbe un'incidenza negativa sulla quantità dei film prodotti. Dopo tale responsabilità, ebbe un ruolo decisivo nel recupero della categoria A della FIAPF da parte del Festival Internazionale del Cinema di San Sebastián, al quale destinò la maggior parte delle sovvenzioni statali dirette ad altri festival del cinema spagnoli. Nel 1985 tornò a dedicarsi al cinema dirigendo Werther. Nel 1986 torna a occupare una carica politica dirigendo l'Ente della Radiotelevisione Spagnola fino al 1989.
Nel 1995 e nel 1997 fu la realizzatrice televisiva dei rapporti della principessa Elena e della principessa Cristina. Morì pochi giorni prima di quest'ultima trasmissione. Lasciò più di 200 produzioni per cinema e televisione.
Ebbe un figlio, Gonzalo, da nubile, poiché non rivelò mai il nome del padre.

## Film diretti
- Perversità (La petición) (1976)
- Il delitto di Cuenca (El crimen de Cuenca) (1979)
- Gary Cooper, que estás en los cielos (1980)
- Hablamos esta noche (1982)
- Werther (1986)
- Beltenebros (1991)
- L'uccello della felicità (El pájaro de la felicidad) (1993)
- Il cane dell'ortolano (El perro del hortelano) (1995) (7 Premi Goya)
- Tu nombre envenena mis sueños (1996)

## Sceneggiature
- Una vergine e il nero (La niña de luto) (1964) (collaborazione)
- El juego de la coca (1966) (collaborazione)
- Perversità (La petición) (1976)
- Il delitto di Cuenca (El crimen de Cuenca) (1979)
- Belthè nel brod (1991)
- Tu nombre envenena mis sueños (1996)

## Riconoscimenti
- Premio Revelación al miglior regista del Círculo de Escritores (1976).
- Premio miglior sceneggiatura del Sindicato Nacional del Espectáculo (1976).
- Premio per miglior regista al Festival de Cine de Cartagena de Indias (1980).
- Premio Goya per la migliore sceneggiatura non originale 1996
- Premio Goya per il miglior regista 1996
- Astor d'oro al miglior film con Il cane dell'ortolano al Festival internazionale del cinema di Mar del Plata 1996

## Candidature
- Premio Goya per il miglior regista 1991
- Premio Goya per la migliore sceneggiatura non originale 1991